# Wollbachtal

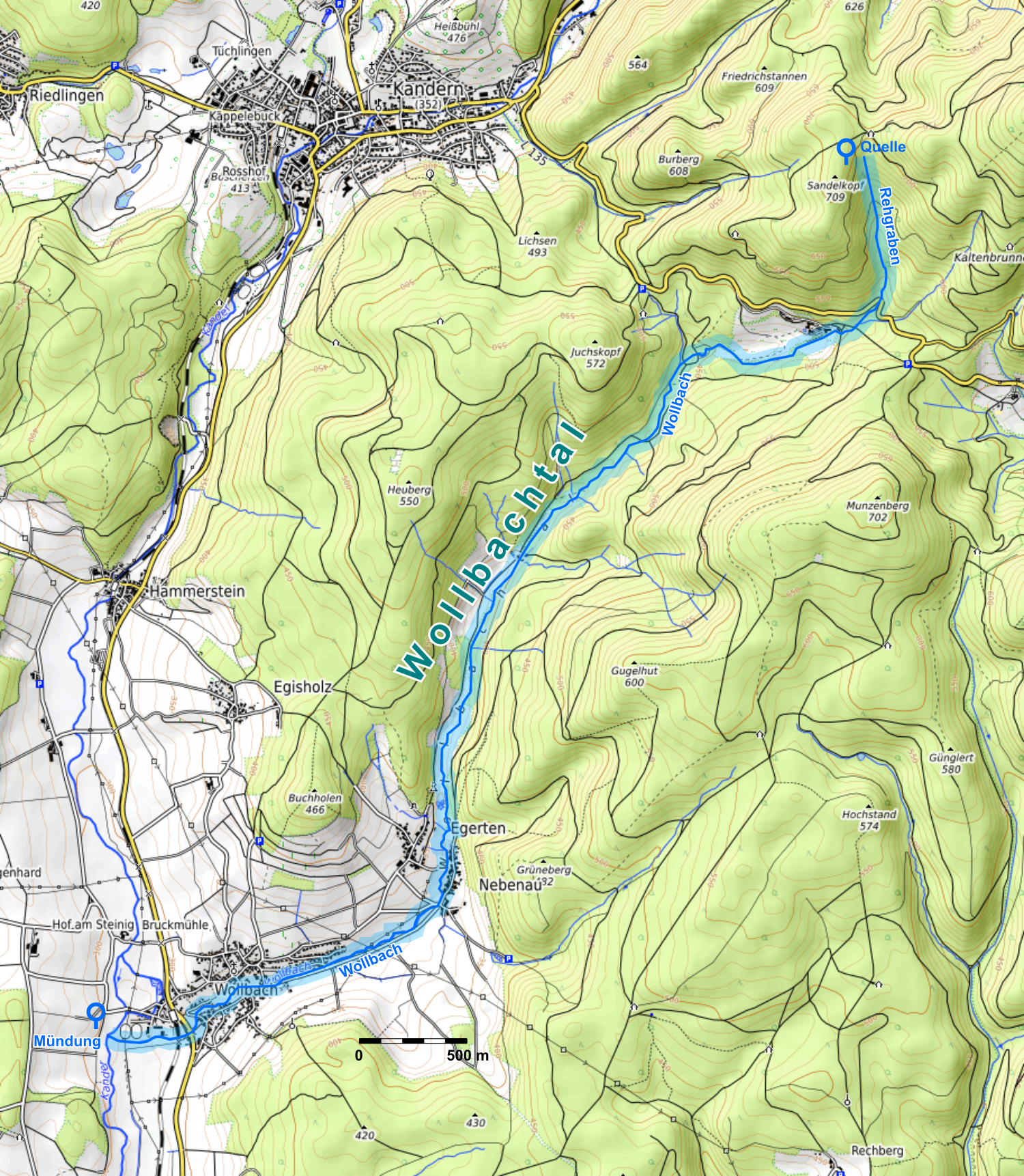
Karte des Wollbachtals

Das Wollbachtal ist eine Seitentalfalte des Kandertals.
Es befindet sich in Südwestdeutschland, am Fuße des Schwarzwaldes und zieht sich von Ost-Nordost in Richtung West-Südwest. Hier liegen die Ortschaften Wollbach und dessen Nebenorte Egerten und Nebenau. Die Talhänge sind oberhalb von Mischwald bewachsen und gehen talwärts in Wiesen über. Im Wollbachtal entspringt der Wollbach, welcher in die Kander mündet.